# نينوتشكا (فلم)
نينوتشكا (بالإنجليزية: Ninotchka) هو فيلم كوميدي تم إنتاجه في الولايات المتحدة وصدر في سنة 1939. الفيلم من كتابة بيلي وايلدر.

## بطولة
- غريتا غاربو
- بيلا لوغوسي

## الميزانية والإيرادات
بلغت تكلفة إنتاج الفيلم حوالي 1,365,000 (est.) دولار.

### ترشيحات وجوائز
| السنة | الحدث  | الفئة     | النتيجة |
| ----- | ------ | --------- | ------- |
|       | أوسكار | أفضل فيلم | ترشـيـح |

## وصلات خارجية
- مقالات تستعمل روابط فنية بلا صلة مع ويكي بيانات

1. ↑  "معلومات عن نينوتشكا (فيلم) على موقع zweitausendeins.de". zweitausendeins.de. مؤرشف من الأصل في 2019-09-08.
2. ↑  "معلومات عن نينوتشكا (فيلم) على موقع elfilm.com". elfilm.com.[وصلة مكسورة]
3. ↑  "معلومات عن نينوتشكا (فيلم) على موقع netflix.com". netflix.com. مؤرشف من الأصل في 2020-04-07.